# Зыбинская улица
Зы́бинская улица — строящаяся улица в промышленной зоне «Ржевка», проходящая от Индустриального проспекта до планируемого перекрёстка проспекта Маршала Блюхера и улицы Коммуны.

## История
В 2011 году появились планы строительства проезда от Индустриального проспекта до стыка перспективных продолжений улицы Коммуны и проспекта Маршала Блюхера по исторической трассе Головкинской улицы. Это было необходимо в рамках развития промышленной зоны «Ржевка». Заказчиком выступало Городское управление по промышленным инвестициям.
Однако начавшееся в 2012 году строительство не было завершено из-за банкротства компании-подрядчика — ООО «Дорожник-92». Движение по Зыбинской улице открыто в апреле 2023 года.

## Название
В документах комитета по градостроительству и архитектуре эта новая улица именовалась Голо́вкинской. Однако присвоить ей такое название оказалось невозможным, поскольку ранее Головкинской улицей назвали проезд от Салтыковской дороги до улицы Петра Смородина. Поэтому в 2012 году топонимическая комиссия рекомендовала назвать проезд Зыбинской улицей — по Зыбину ручью, в направлении которого идёт.
Название присвоено 20 сентября 2013 года.

## Перекрёстки
- Индустриальный проспект
- улица Потапова
- улица Коммуны / проспект Маршала Блюхера